# Морфиды
Морфиды (лат. Morphinae, греч. «морфо» — красивый) — подсемейство дневных бабочек из семейства Nymphalidae. Их размер достигает 150—180 мм.
Морфиды обитают в тропической части Амазонки.

## Список родов
- Aemona Hewitson, 1868
- Amathusia Fabricius, 1807
- Amathuxidia Staudinger, 1887
- Antirrhea Hübner, 1822
- Caerois Hübner, 1819
- Discophora Boisduval, 1836
- Enispe Doubleday, 1848
- Faunis Hübner, 1819
- Hyantis Hewitson, 1862
- Melanocyma Westwood, 1858
- Morpho Fabricius, 1807 — Морфо
- Morphopsis Oberthür, 1880
- Sinarista Weymer, 1909
- Stichophthalma C. et R. Felder, 1862
- Taenaris Hübner, 1819
- Thaumantis Hübner, 1826
- Thauria Moore, 1894
- Xanthotaenia Westwood, 1858
- Zeuxidia Hübner, 1826[3]